# Phryneta semicribosa
Phryneta semicribosa är en skalbaggsart som beskrevs av Leon Fairmaire 1894. Phryneta semicribosa ingår i släktet Phryneta och familjen långhorningar. Inga underarter finns listade i Catalogue of Life.